# Coal Island (Neuseeland)
Coal Island, auf maorisch Te Puka Hereka (übersetzt: „Der angebundene Anker“), ist eine Insel an der Südwestküste der Südinsel von Neuseeland. Die Insel ist Teil des Fiordland National Park.

## Geographie
Die 11,9 km² große Insel befindet sich im südwestlichen Teil des Rakituma / Preservation Inlet an der Südwestküste der Südinsel und mit einem Zugang zur Tasmansee, die an der Westküste der Insel beginnt. Coal Island bildet an dieser Stelle die südliche Begrenzung des Eingangs zum Inlet, das hier eine Breite von 2,8 km aufweist. Südlich bis südöstlich von Coal Island trennt der zwischen 410 m bis 1,34 km breite Fjord Otago Retreat die Insel vom Festland und nordöstlich grenzt in einer Entfernung von 560 m die rund 57 ha große Insel Steep-to Island an.
Coal Island besitzt eine Länge von 5,7 km sowie eine maximale Breite von 3,1 km und weist eine maximale Höhe von 251 m auf, mit der Tendenz nach Südwesten hin abfallend. In diese Richtung fließen auch die vier kleinen Bäche, die durchnummeriert als No. 1 Creek bis No. 4 Creek bezeichnet werden. Der No. 2 Creek wird neben einem Nebenarm auch durch einen kleinen 273 m langen und bis zu 128 m breiten See gespeist, der sich im östlichen Teil der Insel befindet.

## Klima
Aus den Wetteraufzeichnungen der Jahre 1992 bis 2012 des Puysegur Point Lighthouse, 2 km südlich der Insel, geht hervor, dass die jährliche mittlere Tagestemperatur bei ca. 11° Celsius in der Gegend liegt und an mehr als 200 Tagen im Jahr mit Regenfällen zu rechnen war, bei denen im Jahresmittel 2172 mm Niederschläge gefallen sind und eine Bandbreite von 512 mm bis zu 2909 mm Niederschlag aufwiesen. Allgemein kann das Wetter der Insel aus kalt, nass und windig bezeichnet werden, wobei die Windgeschwindigkeiten im Mittel bei 28,9 km/h lagen und die Gegend der Insel damit als eine der windigsten in Neuseeland bezeichnet werden kann.

## Geschichte
Die Insel erhielt ihren englischen Namen Coal Island, als im Jahr 1851 von dem Chirurgen der HMS Acheron, Dr. Charles Forbes, bei Kartierungsarbeiten auf der Insel Kohle gefunden wurde. Zuvor hieß die Insel Preservation Island. J. L. Stokes, Kapitän der  HMS Acheron nahm die Umbenennung zu Ehren von Charles Forbes vor. Der Kohlefund führte zum Kohleabbau in den Jahren 1867 bis 1872, bis schließlich die Bergleute wegen Plünderungen und anderer Problem die Arbeiten einstellten. 1873 führte die negative Beurteilung der Kohlevorkommen durch den Geologen der Regierung, James Hector, dazu, dann man den Kohleabbau auf der Insel schließlich ganz aufgab.
1868 entdeckte ein Leuchtturmwärter des auf dem Festland, aber nahegelegenen Leuchtturms von Puysegur Point auf der Insel Gold. Der Fund führte dan in den folgenden Jahren zu einer intensiven Goldsuche und des Goldabbaus auf der Insel, bei dem zu Spitzenzeiten bis zu 70 Männer auf der Insel arbeiteten. Einer der größten je in Neuseeland entdeckten Goldnuggets wurde im Osten der Insel, am Strand von Moonlight Point gefunden. Der Fund soll 16 Unzen (ca. 450 g) schwer gewesen sein.
Von den Kohle- und Goldgruben und die Gebiete, in denen die Arbeiter gearbeitet, gewohnt und gelebt habt, sind noch archäologische und historische Zeugnisse erhalten.

## Gründung eines Trusts
Im Jahr 2004 wurde der The South West New Zealand Endangered Species Charitable Trust (SWNZESCT) gegründet, um als treibende Kraft dafür zu sorgen, dass auf Coal Island ein Schädlingsbekämpfungsprojekt durchgeführt und an der Wiederherstellung der Tier- und Pflanzenwelt gearbeitet wurde. Der Trust bekam unter der Obhut und Aufsicht des Department of Conservation (DOC) die volle Projektleitung und die operative Verantwortung für das Projekt und konnte auf die Unterstützung des DOC zurückgreifen. Der Trust besteht weiterhin und kümmert sich um die Tier- und Pflanzenwelt der Insel.

## Flora und Fauna
Die Insel ist bis an die Klippen der Westküste bewaldet, mit einem schützenden Rand aus salztoleranten Küstensträuchern an manchen Stellen. Die bevorzugten Baumarten sind Podocarpus totara (Tōtara), Rimu-Harzeibe (Rimu) und Prumnopitys ferruginea (Miro). Unter ihnen sind auch Baumarten wie Südinsel-Eisenholz (Rātā) und Weinmannia racemosa, das in Neuseeland auch als (Kāmahi) bekannt ist, zu finden. Ebenfalls können Pseudopanax arboreus, Hedycarya arborea und Pāpāuma angetroffen werden, sowie Olearia angustifolia (Tētēaweka) und Olearia colensoi an exponierten Standorten.
Die Küstenstreifen werden von Zeit zu Zeit von einer Gattung von Seehunden besucht, die In Neuseeland fur seals genannt werden und von Neuseeländischen Seelöwen, Seeelefanten und Seeleoparden. Auch Schopfpinguine kommen an den Küsten vor und nutzen die Insel zum Nisten. Der Südstreifenkiwi (Haast Tokoeka) ist erst seit 2009 auf der Insel wieder beheimatet, nachdem man einige Exemplare dorthin umgesiedelt hatte. Nicht bedrohte Arten wie die Paradiesgans, Populationen von Eisvögel, der Glanzbronzekuckuck und 12 weitere nicht bedrohte Arten kommen auf der Insel vor und neben Fledertieren sind eine geringe Zahl von Kaka in den Waldgebieten zu finden. Auch die bedrohte Art des Maorifalken wurde auf der Insel schon gesichtet.